# Області темряви (серіал)
Області темряви або Без меж (англ. Limitless) — американська драмедія, на основі фільму з однойменною назвою 2011 року, прем'єра якого відбулася 22 вересня 2015 року на каналі CBS, з Джейком Макдорманом, Дженніфер Карпентер, Гіллом Гарпером і Мері Елізабет Мастрантоніо в головних ролях.

## Сюжет
Брайан Фінч, 28-річний музикант, приймає НЗТ-48, чудо-ліки, які дають йому доступ до кожного нейрона в його мозку. Протягом дванадцяти годин після прийому таблетки, він стає найрозумнішою людиною в світі, здатний легко згадати кожну деталь свого життя і задіяти розум на 100 %. Таємничий сенатор США Едді Морра дає йому сироватку, щоб протидіяти згубному побічному ефекту НЗТ, тим самим змушує працювати на себе і бути «своєю людиною» у ФБР. Брайан використовує свої розширені можливості, щоб допомогти агенту ФБР Ребеці Харріс у розслідуваннях, в той же час шукаючи спосіб стати незалежним від сенатора Морри.

## Актори та персонажі

### Основний склад

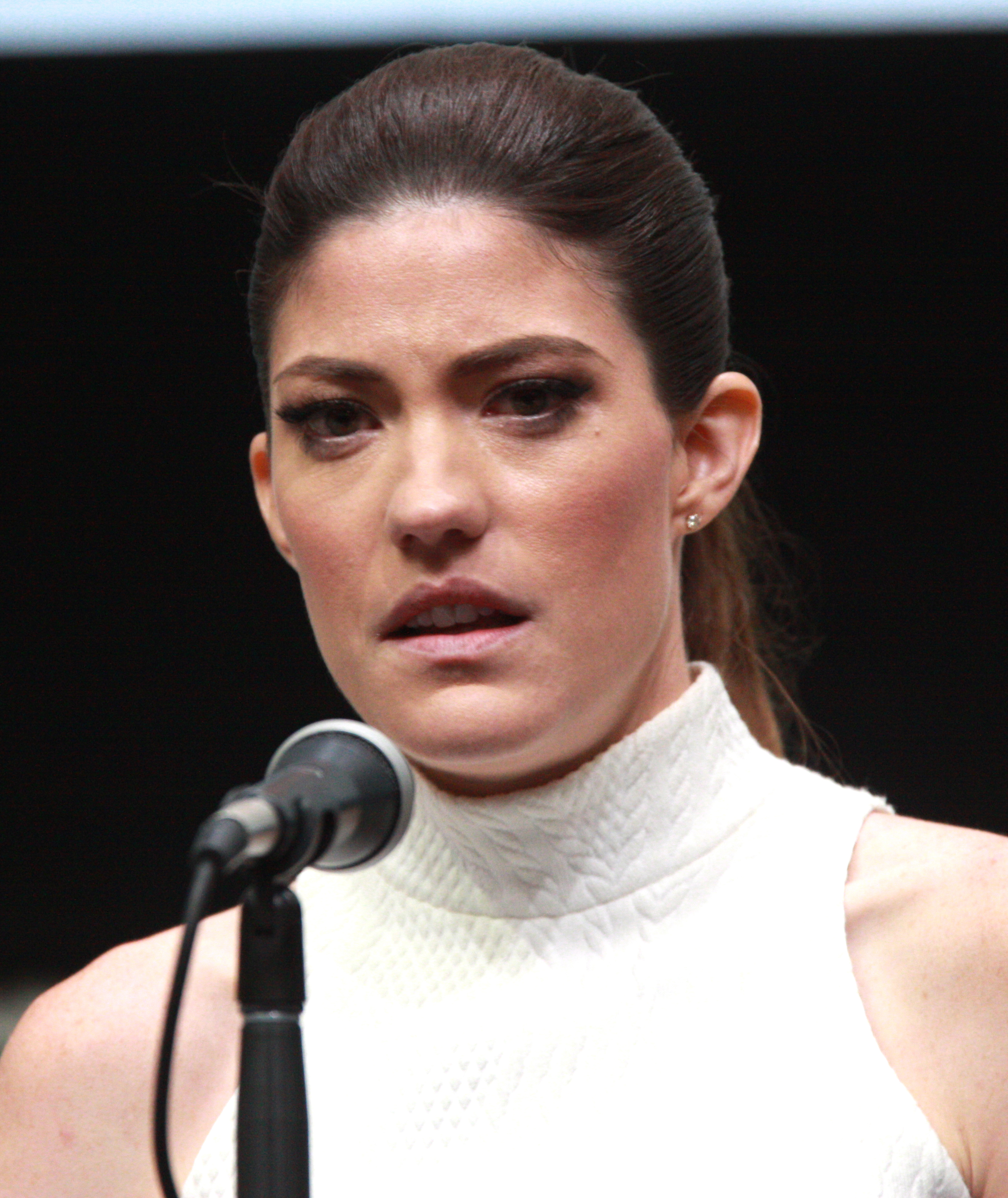
Дженіфер Карпентер у ролі Ребеки Харріс
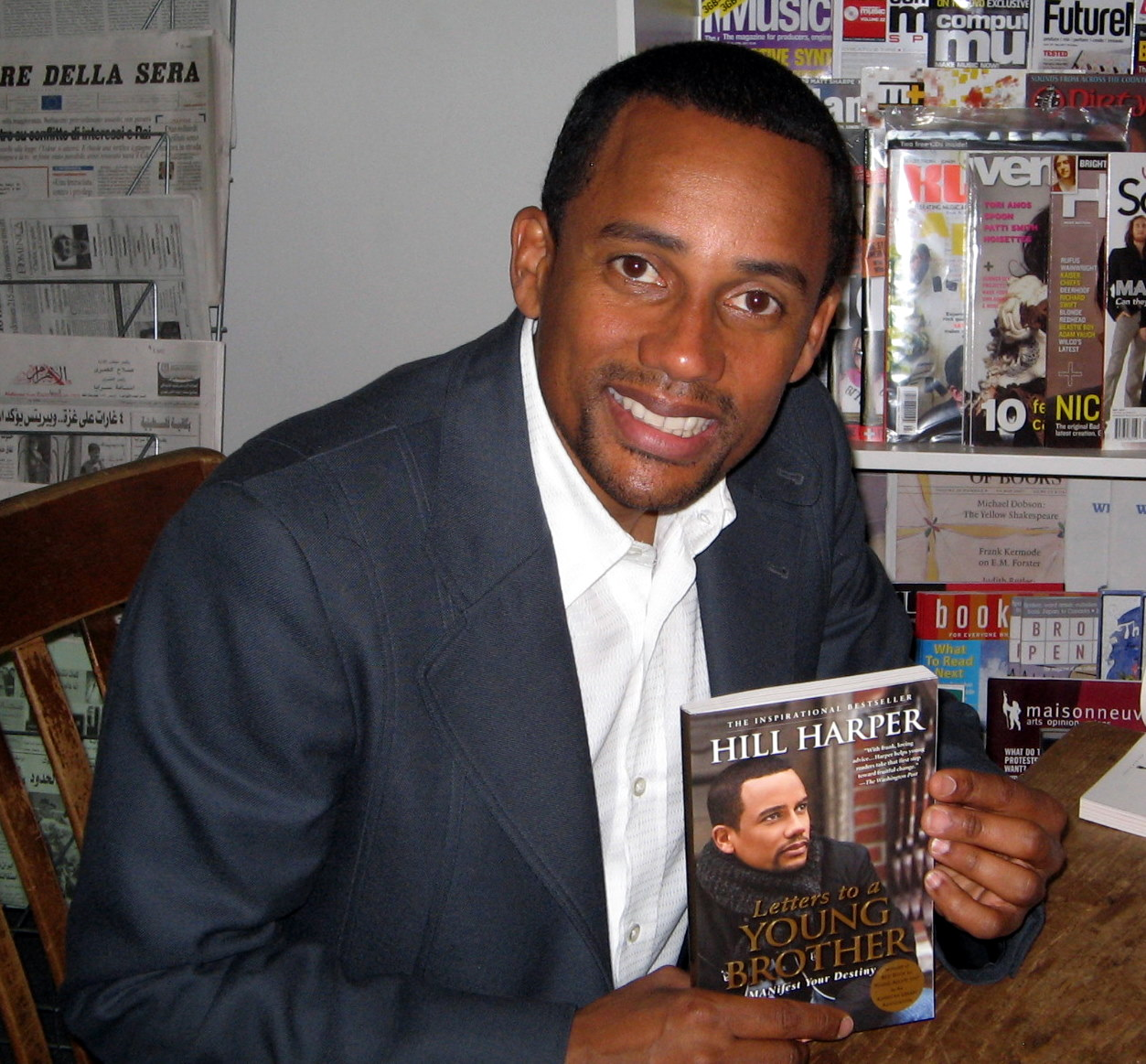
Хілл Харпер у ролі Спелмана Бойла
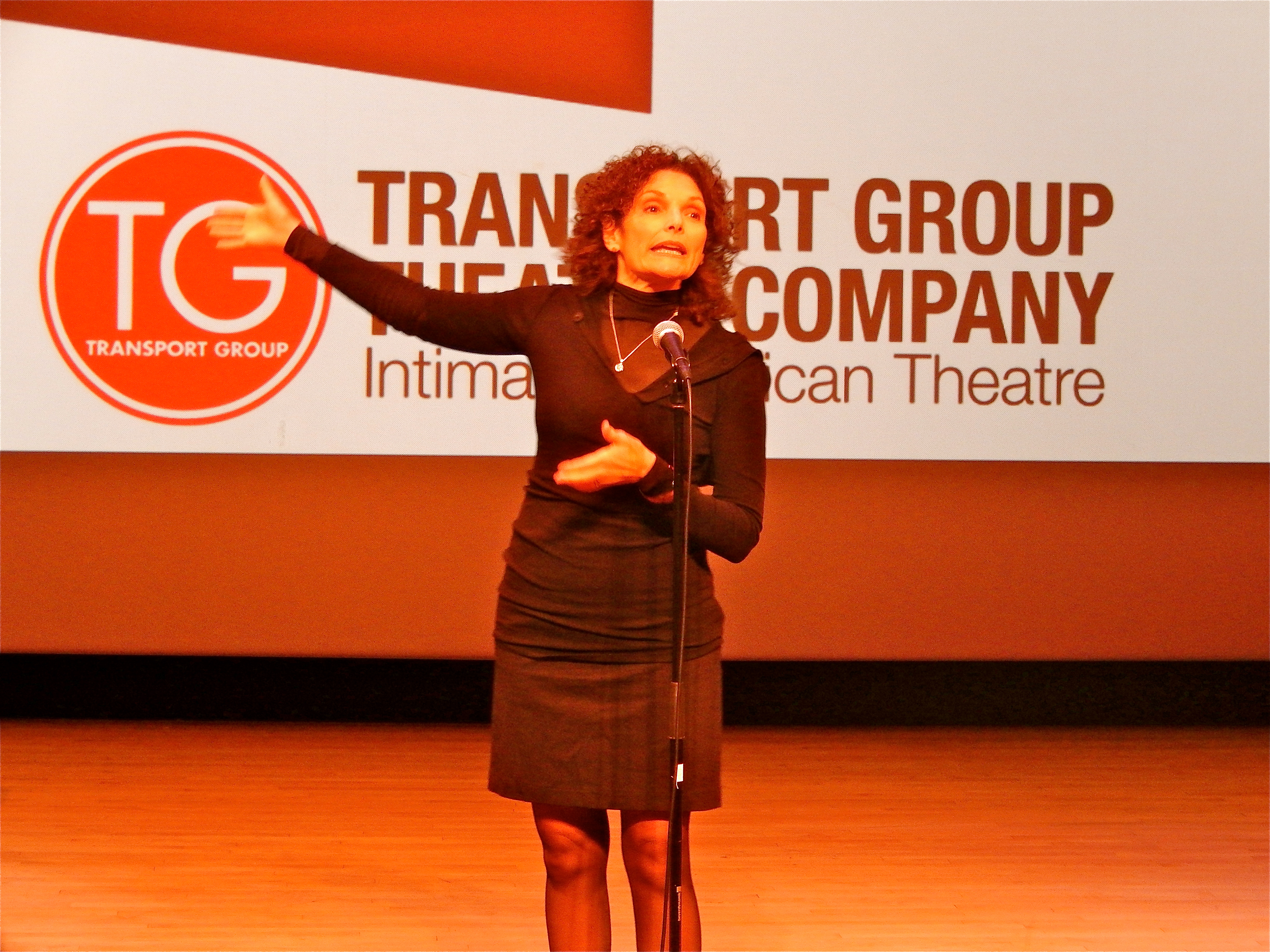
Мері Елізабет Мастрантоніо у ролі Нес

### Другорядний склад
- Бредлі Купер у ролі сенатора Морри
- Рон Ріфкін у ролі Деніса Фінча, батька Браяна
- Блер Браун у ролі Марі Фінча, матері Браяна
- Меган Гуїнан у ролі Рейчел Фінч, сестри Браяна
- Колін Селмон у ролі Джареда Сендса
- Том Дегман у ролі агента ФБР Джейсона «Айка», наглядача Браяна
- Майкл Джеймс Шоу у ролі агента ФБР Деріла «Майка», наглядача Браяна

## Епізоди
| № | Назва                                                                  | Режисер            | Сценарист                                 | Дата виходу оригіналу |
| --- | ---------------------------------------------------------------------- | ------------------ | ----------------------------------------- | --------------------- |
| 1 | «Пілот» - «Pilot»                                                      | Марк Вебб          | Крейґ Свіні                               | 22.09.2015            |
| Коли його батько стає важкохворим, Браян Фінч розуміє, що він не досяг тих цілей, які він поставив у своєму житті. Його друг Елі пропонує йому таблетку НЗТ, яка допомагає Браяну пришвидшити темп роботи його мозку і виявити справжню природу хвороби батька. Коли Браян знаходить Елі мертвим від вогнепального поранення, він стає головним підозрюваним ФБР у розслідуванні щодо вбивства. Щоб виправдити себе, йому потрібно більше НЗТ, Браян вистежує одного з колег Елі і отримує кулю в ногу від справжнього вбивці. Отямившись від поранення, він бачить поряд з собою сенатора Едді Морру, який пропонує йому доступ до НЗТ і лікарський засіб, щоб протистояти його небезпечним побічним ефектам, за умови, що він не скаже ФБР і буде працювати на нього. ФБР хоче з'ясувати, хто створив НЗТ і як протистояти побічним ефектам, і агент ФБР Ребекка Харріс пропонує Браяну посаду консультанта у Бюро. Браян наполягає на тому, щоб вони в першу чергу допомогли його батькові отримати негайну пересадку печінки. Агент Харріс розказує особисту причину її участі в розслідуванні: вона підозрює, що її батько використовував НЗТ, перш ніж він був знайдений мертвим у річці. |                                                                        |                    |                                           |                       |
| 2 | «Значок! Пістолет!» «Badge!Gun!»                                       | Марк Вебб          | Марк Вебб і Крейґ Свіні                   | 29.09.2015            |
| Браян починає роботу з ФБР, проте він застряг за столом як аналітик у той час як вони контролюють його використання НЗТ, оскільки вони не знають, що він використовує фермент для боротьби з побічними ефектами. Він працює над вбивством, яке розслідується агентами Харріс і Бойлом і мало не отримує поранення. Разом вони розплутали вбивство генерала армії за допомогою генної інженерії. У той же час, Браян намагається дізнатися більше про сенатора Едді Морру. Медсестра Морри починає піклуватися про батька Браяна для того, щоб стежити за Браяном. |                                                                        |                    |                                           |                       |
| 3 | «Легенда про Марко Рамоса» «The Legend of Marcos Ramos»                | Гільєрмо Наварро   | Метью Федерман и Стівен Скайя             | 6.10.2015             |
| За допомогою щоденної таблетки НЗТ, Брайан допомагає ФБР знайти снайпера, який стріляв у колишнього агента ФБР. У нього також є шанс зіткнутися з Тіптон, колишньою любов'ю, пізніше починає нові відносини з нею. Один з підручних Морри, Джерард Сендс, називає себе новим босом Браяна і загрожує нашкодити друзям і родині Браяна, якщо той не відповідатиме на кожне його прохання від імені інтересів Морри. Для захисту Тіптон Браян розлучається з нею. |                                                                        |                    |                                           |                       |
| 4 | «Сторінка 44» «Page 44»                                                | Дуглас Арніокорскі | Марк Гоффман                              | 13.10.2015            |
| Браян отримує свою першу конфіденційний справу, яка стосується китайського шпигуна. Однак, коли його новий онлайн-друг Артур Антунеш оформлений за вбивство колишнього ділового партнера, Ребекка допомагає Брайану заглянути в поліцейське розслідування. Джерард Сендс просить Браяна, щоб він дізнався, як багато ФБР знає про НЗТ і залякує затримкою препарату проти побічних ефектів. Боячись звинувачень в державній зраді і не бажаючи зрадити Ребекку, Браян фабрикує файли. Сендс заражає батька Браяна вірусом, змушуючи його викрасти реальні файли. Ребекка йде на виставку останніх картин свого батька, а Браян знаходить справу її батька в файлах про НЗТ. |                                                                        |                    |                                           |                       |
| 5 | «Криза особистості» «Personality Crisis»                               | Джошуа Батлер      | Селли Патрік                              | 20.10.2015            |
| Після підміни всіх файлів ФБР, які стосуються НЗТ, на фальшиві, які виключають інформацію про підозрюваних споживачів минулих і справжніх, один з яких покійний батько Ребекки. Браян хоче сказати їй, але побоюється, що говорити їй буде небезпечно. Крім того, Браян випадково втручається в особисте життя Ребекки під час навчання самообороні від свого таємного друга, агента ФБР Кейсі (який, до речі, не знає про НЗТ). Після чого Кейсі почав підозрювати щось про те, як Браян зміг підняти техніку самозахисту так швидко. |                                                                        |                    |                                           |                       |
| 6 | «Можливі побічні ефекти» «Side Effects May Include…»                   | Дуглас Арніокорскі | Дженна Річман                             | 27.10.2015            |
| Після того, як Браян говорить Ребеці про фото, вони починають копати глибше щодо причетності її батька з НЗТ. Сендс, однак, хоче, щоб Ребекка пішла і намагається шантажувати Браяна, відмовляючи йому в ін'єкціях вакцини. Браян сподівається, що той, хто створив НЗТ буде в змозі надати йому цю вакцину. Врешті-решт він вистежує Ендрю Епперлі, вчений Ubient, який отримав формулу НЗТ анонімно, і спробував її на своєму батьку, який страждав від хвороби Альцгеймера, а також на декількох інших пацієнтах, серед яких батько Ребекки. Ребекка протистоїть Епперлі, і він показує, що фальсифікував свою смерть після того, як таблетки почали з'являтись на вулицях. І нарешті Морра дає Брайану ін'єкцію і п'ять додаткових таблеток НЗТ. І питає: «Ти той, хто тільки приймає замовлення, чи той, хто має характер». |                                                                        |                    |                                           |                       |
| 7 | «Таємна операція Браяана Фінча» «Brian Finch's Black Op»               | Аарон Ліпстадт     | Тейлор Елмор                              | 3.11.2015             |
| Браян симулював хворобу, коли Майк і Айе прийшли дати ранкову дозу НЗТ. Раптом, ЦРУ викрадає його, перш ніж він навіть залишає свою квартиру, щоб зайняти його НЗТ-розширені можливості для місії black-ops без догляду Нес, що доводить її до сказу і змушуючи агента ЦРУ повернути Браяна. Стає ясно, ближче до кінця місії, що Браян швидше за все, буде убитий найманцями ЦРУ, які викрали його, оскільки місія неофіційна. Брайан швидко думає над тим, щоб вийти живим, навіть закінчуються час дії його дози НЗТ, і, нарешті, йому вдається втекти. |                                                                        |                    |                                           |                       |
| 8 | «Коли пірати грабують піратів» «When Pirates Pirate Pirates»           | Пітер Вернер       | Керрі Дрейк                               | 10.11.2015            |
| Нес узята під варту, тому що вона знаходиться під підозрою у фінансуванні міжнародної групи терористів. Вона заплатила відомому терориста, щоб допомогти з випуком її племінниці з полону піратів Південно-Східної Азії. Це призводить всю програму НЗТ в ФБР до зупинки і Браян відступає до дому Нес (його новий безпечний будинок). Разом з дочкою Нес, він планує знайти рішення, використовуючи таблетку зі своєї схованки. Вони ведуть переговори з піратами. За допомогою Сендса, вони визволяють Нес з ув'язнення і відновлюють її назад в посаді. |                                                                        |                    |                                           |                       |
| 9 | «Штаб-квартира» «Headquarters!»                                        | Дуглас Арніокорскі | Крейґ Свіні                               | 17.11.2015            |
| Браян просить Нес кабінет для свого власного офісу, який він називає своєю «штаб-квартирою!» Щоб його отримати, він посилає агентів ФБР, щоб розшукати десятку найбільш розшукуваних злочинців світу. Але, коли це прагнення викликає занадто багато уваги, Нес закриває пошук. Брайан зустрічається зі своїм батьком, який відчуває, що вони стають все більш відчуженим, тому Брайан розповідає йому про НЗТ. |                                                                        |                    |                                           |                       |
| 10 | «Рукотворний Армагедон» «Arm-ageddon»                                  | Леслі Лібман       | Денніс Салдуа                             | 24.11.2015            |
| Браян попросив агента Бойл, щоб допомогти своєму другові — рейнджеру, чий мозок під контролем, і він, здається, убив свою дружину проти своєї волі протезом. Тим часом, батько Браяна зраджує його довіру до адвокатів, що призводить до небезпеки, що Морра, безумовно, дізнається про це. |                                                                        |                    |                                           |                       |
| 11 | «Не всі Браяни однаково корисні» «This is Your Brian on Drugs»         | Стівен А. Едельсон | Селлі Патрік                              | 15.12.2016            |
| Агент Кейсі і його команда вкрали таблетки НЗТ для себе, викликавши внутрішнє розслідування. Ребекка стикається з проблемами в стосунках з Кейсі, а Майк та Айк у вірності до Браяна. Після того, як Брайан з'ясовує, що Кейсі вкрав таблетки НЗТ, Кейсі тримає Браяна під дулом пістолета, але Бойл стріляє йому в голову, перш ніж він встиг натиснув на курок . |                                                                        |                    |                                           |                       |
| 12 | «Вбивство Морри» «The Assassination of Eddie Morra»                    | Крістін Мур        | Меттью Федерман і Стівен Скайя            | 5.01.2016             |
| Сенатор Едвард Морра є жертвою замаху на життя. Сендс повідомляє Браяну, що жінка на ім'я Пайпер вчинила невдалий замах на сенатора. Пайпер є колишнім співробітником Морри, який брав участь у розвитку імунітету від побічних ефектів НЗТ. Поговоривши з Пайпер, у Браяна появились сумніви з приводу намірів Морри і Сендса. Зрештою, він допомагає їй підробити її смерть, так щоб вона могла піти в підпілля. Ближче до кінця епізоду, сенатор оголошує свою кандидатуру на пост президента Сполучених Штатів. |                                                                        |                    |                                           |                       |
| 13 | «Зупиніть мене, доки я не обійняв знову» «Stop Me Before I Hug Again»  | Едвард Орнелас     | Дженна Річман                             | 19.01.2016            |
| Браян повинен знайти серійного вбивцю. В процесі, він дізнається, що невинна людина знаходиться у в'язниці, засуджений за серію вбивств. Браян намагається довести невинність людини і зловити справжнього вбивцю. |                                                                        |                    |                                           |                       |
| 14 | «Основи мистецтва оголеної натури» «Fundamentals of Naked Portraiture» | Гай Ферленд        | Крейг Суіні, Селлі Патрик і Деннис Салдуа | 9.02.2016             |
| Браян отримує нового охоронця, Спайка. ФБР розслідує смерть програміста, який працював над створенням штучного інтелекту і який, можливо, продавав секрети ворогу. У той же час, Браян розуміє, що на пальто Морра, у якому він був під час замаху, досі є кров, у якій можна виявити НЗТ. Повідомивши про це Сендсу, він приносить його дати інше пальто з кров'ю Морра без НЗТ всередині нього і зумів обдурити клерка, щоб таємно підмінити пальто. В той час, як Ребекка, яка розслідує Морра, йде до того клерка, щоб отримати пальто. Як раз, перш ніж вони поїхали, вони чують, що той клерк раптово помер від вживання продуктів харчування з арахісом (на яких у нього алергія). |                                                                        |                    |                                           |                       |
| 15 | «Під прикриттям» «Undercover!»                                         | Пітер Вернер       | Тейлор Елмор                              | 16.02.2016            |
| Після крадіжки списку таємних агентів ФБР, Фінч йде під прикриттям з одним з них. В іншому місці, Браян зустрічається з Сендсом, який визнає, що він убив клерка, щоб запобігти викриттю Браяна, але він стверджує, що Ребекка тепер ще більш підозріло ставитися до обставин. Сендс вирішує зустрітися з Ребеккою і пропонує їй роботу в рамках організації Морри, але вона відмовляється. |                                                                        |                    |                                           |                       |
| 16 | «Сенс, агент Морри» «Sands, Agent of Morra»                            | Річ Лі             | Грегорі Вейдман                           | 23.02.2016            |
| Браяна відвідує його сестра, Рейчел. Проте, Браяна несподівано відвідав Сенсд, який отримав поранення. Після того, як зашиваючи його, він бере обіцянку мовчати з Рейчел, йде з Сендсом, щоб допомогти йому, який змушений вбивати своїх колишніх колег армії, тому що йому потрібно це, аби врятувати свого сина. За збігом, Ребекка і Бойл знаходяться на розслідуванні справи, коли був викрадений хлопчик з багатої політичної родини, який насправді, виявляється, син Сендса. В іншому місці, Рейчел повинна «покривати» Браяна, коли Айк прийшов за ним, але у результаті вони переспали. |                                                                        |                    |                                           |                       |
| 17 | «Близькі контакти» «Close Encounters»                                  | Майя Врвіло        | Кери Дрейк                                | 8.03.2016             |
| На тлі масштабного відключення електроенергії в Манхеттені, Браяна вистежує, хто вкрав, за оцінками $8 мільйонів в готівці понівечених грошей зі сховища. Тим часом, Рейчел розказує Айку, що Сендс був у Браяна і дає йому опис Сендса. Що ще гірше, Брайан стикається з проблемою. Його матір дізнається про НЗТ після того, як Рейчел показує їй запасні таблетки НЗТ. Батько Браяна, який також є його адвокатом, відмовляється сказати їй більше після того, як його таблетки НЗТ конфіскуються. Браян, який таємно викрадає таблетки назад, вирішує покинути все, але залишає Ребеці записку. |                                                                        |                    |                                           |                       |
| 18 | «Без границь» «Bezgranichnyy»                                          | Джон Беринг        | Меттью Федерман і Стівен Скайя            | 15.03.2016            |
| Браян, бажаючи, нарешті, позбутися впливу Морри на нього, їде в Санкт-Петербург, де він зустрічається з Пайпер і допомагає їй вкрасти останній інгредієнт, вона повинна синтезувати фермент, який захистить від пошкоджень НЗТ. Потрібний інгредієнт знаходиться у російського мільйонера. У той же час, Нес запускає пошук Браяна, дізнавшись, що він вкрав деякі запасні таблетки НЗТ. |                                                                        |                    |                                           |                       |
| 19 | «Собачий сніданок» «A Dog's Breakfast»                                 | Лекси Александер   | Дженна Річман                             | 22.03.2016            |
| Повернувшись з Росії, Браян знаходиться під підвищеним наглядом як ФБР так і Сендса, в той час як Ребекка, за допомогою Майка і Айка, починає своє власне розслідування про зустрічі Брайана з Сандсом. Він розслідує випадок людини, який був убитий, а його нирку вкрали. Сендс викрадає Пайпер, перш ніж Браян зміг отримати її запас ферменту, змушуючи її зробити НЗТ. Браян приходить до сенатора Морри, який говорить йому, що Сендс пішов в самоволку. У той же час, ставши свідком візиту Брайана до Морра, Ребекка йде до нього додому з наручниками і вимагає, щоб Браян пояснив його зв'язок з Морра. |                                                                        |                    |                                           |                       |
| 20 | «Привіт мене звуть Ребека Харріс» «Hi, My Name Is Rebecca Harris»      | Холи Дейл          | Марк Гоффман                              | 5.04.2016             |
| Коли Ребекка говорить з Браяном про його брехню, він визнає, що шпигував на користь Морра і що Сендс вбив її батька. Потім вона бере свою дозу НЗТ, і вони знаходять книгу Х'юстона. Це приводить їх до колишнього співробітника Морри, який мав зв'язок з НЗТ і він дає їм частину ДНК вбивці. Коли вони залишають його трейлер, Харріс підстрелює снайпер, відправлений Сандсом, щоб убити їх, і Брайан проводить польову операцію, щоб вилікувати її. Потім вони йдуть відвідати Х'юстон і спробувати зв'язатися з ним в комі, використовуючи саморобну машину EEG. За допомогою інформації, зібраної, вони виманити Сендса і заарештувати його. |                                                                        |                    |                                           |                       |
| 21 | «Фінал: частина перша!» «Finale: Part One!»                            | Пауль Едвардс      | Селлі Патрик і Тейлор Елмор               | 19.04.2016            |
| Коли НЗТ наповнив вулиці Нью-Йорка і загрожує стати національною епідемією, ФБР співпрацює з Мін'юстом, щоб знайти лабораторію з виробництва препарату. Крім того, Браян має проблеми з адаптацією до своєї нової реальності, коли йому не вистачає ресурсів, щоб продовжувати пошуки Пайпер. |                                                                        |                    |                                           |                       |
| 22 | «Фінал: частина друга!!» «Finale: Part Two!!»                          | Дауглас Арніокоскі | Грег Свенні і Тейлор Елмор                | 26.04.2016            |
| Сендс розігрує план, який стосується Північно-Західного проходу Канади (якщо розколеться льодовик, який знаходиться між Гренландією і Канадою, то відкриється новий шлях у Тихий океан, окрім Панамського), так як Бойл і Харріс не врятувати дипломата Гренландії, він був убитий підручником Сендса. Використовуючи деталі, які були взяті зі свідчень вбивці, Браян і ФБР закрили лабораторію Сендса з виготовлення НЗТ. Коли здійснився набіг на лабораторію, Браян дізнається, що Пайпер була там, в той час як Ребека застрелила Сендса. Після того, як Браян повертається до своїх батьків у будинок, він дізнається Пайпер там і дає йому постійний імунітет до НЗТ, але вона повинна продовжувати жити таким чином, щоб не наражати на небезпеку Браяна. Браян повертається до ФБР. Створює свою власну команду своїх друзів, щоб вирішувати нові реальні випадки, в той час як сенатор Морра досі відсутній. |                                                                        |                    |                                           |                       |

## Рейтинги
Серіал отримав як позитивні, так і негативні оцінки від критиків. Тим не менш, на IMDb зміг набрати 7.90.
| №  | Назва                                  | Таймслот (ET)  | Глядачі США (мільйони) | Глядачі світ (мільйони) |
| -- | -------------------------------------- | -------------- | ---------------------- | ----------------------- |
| 1  | «Пілот»                                | Вівторок 10:00 | 9.86                   | 14.26                   |
| 2  | «Значок! Пістолет!»                    | Вівторок 10:00 | 9.7                    | 13.84                   |
| 3  | «Легенда про Марко Рамоса»             | Вівторок 10:00 | 9.57                   | 13.11                   |
| 4  | «Сторінка 44»                          | Вівторок 10:00 | 8.03                   | 11.67                   |
| 5  | «Криза особистості»                    | Вівторок 10:00 | 7.90                   | 11.53                   |
| 6  | «Можливі побічні ефекти»               | Вівторок 10:00 | 7.45                   | 10.86                   |
| 7  | «Таємна операція Браяана Фінча»        | Вівторок 10:00 | 7.86                   | 11.13                   |
| 8  | «Коли пірати грабують піратів»         | Вівторок 10:00 | 7.09                   | 10.30                   |
| 9  | «Штаб-квартира»                        | Вівторок 10:00 | 7.52                   | 11.07                   |
| 10 | «Рукотворний Армагедон»                | Вівторок 10:00 | 6.53                   | 9.68                    |
| 11 | «Не всі Браяни однаково корисні»       | Вівторок 10:00 | 6.63                   | 10.02                   |
| 12 | «Вбивство Морри»                       | Вівторок 10:00 | 7.40                   | 10.13                   |
| 13 | «Зупиніть мене, доки я не обняв знову» | Вівторок 10:00 | 6.33                   | 9.83                    |
| 14 | «Основи мистецтва оголеної натури»     | Вівторок 10:00 | 6.39                   | 9.57                    |
| 15 | «Під прикриттям»                       | Вівторок 10:00 | 6.01                   | 9.06                    |
| 16 | «Сенс, агент Морри»                    | Вівторок 10:00 | 5.87                   | 8.79                    |
| 17 | «Близькі контакти»                     | Вівторок 10:00 | 5.40                   | 8.45                    |
| 18 | «Без границь»                          | Вівторок 10:00 | 5.63                   | 8.33                    |
| 19 | «Собачий сніданок»                     | Вівторок 10:00 | 6.64                   | 9.46                    |
| 20 | Привіт мене звуть Ребека Харріс"       | Вівторок 10:00 | 6.07                   | 8.81                    |
| 21 | «Фінал: частина перша!»                | Вівторок 10:00 | 5.63                   | TBA                     |
| 22 | «Фінал: частина друга!!»               | Вівторок 10:00 | 5.71                   | TBA                     |

## Покази
Прем'єра Limitless транслювалася в США на CBS 22 вересня 2015 року, що зібрала біля телекранів більше 14 мільйонів глядачів. Перекладом на українську мову займається UkrDub.

## Кіноляпи

### Сезон 1
| № | Назва                   | Час      |
| --- | ----------------------- | -------- |
| 4 | «Сторінка 44» «Page 44» | 00:16:00 |
| Після обшуку йдеться про те, що вони знайшли дані, які зберігаються на жорсткому диску, і в цей момент агент Спілмен Бойл дістає з сумки замість жорсткого диска блок живлення системного блоку . |                         |          |